# モルニーコ・アル・セーリオ
モルニーコ・アル・セーリオ（伊: Mornico al Serio  ( 音声ファイル)）は、イタリア共和国ロンバルディア州ベルガモ県にある、人口約2,900人の基礎自治体（コムーネ）。

## 地理

### 位置・広がり
ベルガモ県のコムーネ。県都ベルガモから南東へ15km、州都ミラノから東北東へ50kmの距離にある。

#### 隣接コムーネ
隣接するコムーネは以下の通り。
- カルチナーテ
- ギザルバ
- マルティネンゴ
- パロスコ

### 地震分類
イタリアの地震リスク階級 (it) では、3 に分類される
。